# 카티논
카티논(cathinone, benzoylethanamine, β-keto-amphetamine)은 관목 까트에서 볼 수 있는 모노아민 알칼로이드 약물이며 에페드린, 카틴, 메스케치논, 기타 암페타민과 화학적으로 비슷하다. 카트차(Catha edulis)의 각성제 효과에 주로 기여하는 것으로 짐작된다. 카티논은 케톤 작용기가 있다는 점에서 다른 수많은 암페타민류와 구별된다. 이같은 구조를 공유하는 다른 페닐에탈아민에는 메스케치논, MDPV, 메페드론, 항우울제 부프로피온 등이 포함된다.

## 역사
카트는 수천년 동안 전 세계의 아프리카의 뿔과 아라비아반도 지역에서 경작되었다. 다행감 효과를 위해 흔히 씹혔다. 활성 성분은 1930년에 처음 제기되었으며 당시 카틴은 식물의 주요 알칼로이드로 식별되었다. 카틴은 1960년대 전까지는 카트의 주된 활성 성분으로 간주되었다가 1960년대 들어 카트 내 카틴의 양이 관찰되는 효력을 만들어내기에는 불충분하다는 점이 발견되었다. 1975년, 유엔 마약 연구소 (United Nations Narcotic Laboratory)는 예멘, 케냐, 마다가스카르의 카트 잎을 분석하였으며 다른 알칼로이드인 카티논이 있음을 발견하였다. 카티논은 카틴과 분자가 비슷하지만 더 나이가 어린 식물에 훨씬 더 풍부하다.

### 합법 여부
| 지역              | 규제 여부                                                                          |
| ----------------- | ---------------------------------------------------------------------------------- |
| 에리트레아        | 불법                                                                               |
| 에티오피아        | 합법                                                                               |
| 소말리아          | 합법                                                                               |
| 지부티            | 합법                                                                               |
| 케냐              | 합법. 카토닌과 카틴은 클래스 C 약물로 분류됨                                       |
| 남아프리카 공화국 | 카트는 보호 식물임                                                                 |
| 중국              | 불법                                                                               |
| 이스라엘          | 합법                                                                               |
| 말레이시아        | 불법                                                                               |
| 사우디 아라비아   | 불법                                                                               |
| 예멘              | 카트는 합법. 식물의 경작 및 판매는 정부의 규제를 받음                              |
| 덴마크            | 불법                                                                               |
| 핀란드            | 불법                                                                               |
| 프랑스            | 카트는 흥분제로서는 금지됨                                                         |
| 독일              | 카트는 불법. 카토닌 파생물은 처방전이 있으면 구매 가능                             |
| 아일랜드          | 허가 없이는 불법                                                                   |
| 네덜란드          | 카티논과 카틴은 불법. 카트는 2012년에 불법으로 발표됨.                             |
| 노르웨이          | 불법                                                                               |
| 폴란드            | 불법                                                                               |
| 스웨덴            | 불법                                                                               |
| 스위스            | 불법                                                                               |
| 영국              | 불법                                                                               |
| 캐나다            | 의료 수행자의 승인 없이 취득 불법                                                  |
| 미국              | 불법                                                                               |
| 오스트레일리아    | 규제                                                                               |
| 뉴질랜드          | 불법                                                                               |
| 조지아            | 카트 식물 그 자체는 판매와 씹기가 허용됨. 카트가 포함된 음료의 제조 및 판매는 불법 |
| 불가리아          | 불법                                                                               |

## 건강에 미치는 영향
카트 식물이 의료로 사용된 일이 처음 문서화된 것은 10세기 아라비아의 의사가 출판한 서적에서 비롯되었다. 항우울제로 사용되었는데, 그 이유는 행복감과 흥분을 유발하였기 때문이다. 동물 연구에 따르면 카트를 꾸준히 씹는 경우 약물 의존성을 유발할 수 있다.

## 같이 보기
- 부프로피온
- 중추신경계통
- 까트